# Oreneta camablanca
L'oreneta camablanca (Atticora tibialis) és una espècie d'ocell de la família dels hirundínids (Hirundinidae).
Es troba a Bolívia, Brasil, Colòmbia, Equador, Guaiana francesa, Panamà, Perú, Surinam i Veneçuela. El seu hàbitat natural principal són els boscos tropicals i subtropicals de frondoses humits de les terres baixes. El seu estat de conservació es considera de risc mínim.